# Јохан Непомук Хумел
Јохан Непомук Хумел ( ; Братислава (тада Пресбург), 14. новембар 1778—Вајмар, 17. октобар 1837), рођен у Бохемији, био је аустријски композитор и пијаниста. Његова музика одражава прелаз из класичне у романтичну музичку еру.

## Биографија
Хумел је рођен у Пресбургу, Мађарска тадашњем делу Аустријске Хабзбуршке монархије (данас Братислава, Словачка). Његов отац Џозеф Хумел био је директор   у Беч и диригент Шкајндеровог позоришног оркестра. Његова мајка је била Словакиња. Волфганг Амадеус Моцарт нуди дечаку музичке часове након што је био импресиониран његовим способностима. Хумел је био смештен код Моцарта бесплатно две године где је учио. Са 9 година је направио први концертни наступ на једном од Моцартових концерата.
Хумелов отац га је онда одвео на европску турнеју, прво долази у Лондон где је добио инструкције од Музио Клементија и остао тамо 4 године пре повратка у Беч. Године 1791, Јозеф Хајдн који је био у Лондону у исто време као мали Хумел компонује сонату за Хумела, који је одсвирао своју премијеру у енгл. Hanover Square Rooms уз присуство Хајдна.
Избијање Француске револуције проузрокује да Хумел откаже своју турнеју кроз Француску и Шпанију. Уместо тога он се враћа у Беч где уз пут одржава концерте. По Хумеловом повратку у Беч он је учио од Јохана Георга Албрехтсбергера, Јозефа Хајдна и Антониа Салериа.
У то време, млади Лудвиг ван Бетовен је стигао у Беч и узимао лекције од Хајдна и Јохана Џорџа Албрехтсбергера, и они ће постати верни студенти и пријатељи. Бетовенов долазак је замало уништио Хумелово самопоуздање али се ипак опоравио без много штете. Упркос чињеници да Хумелово пријатељство са Бетовеном је често обележавано успонима и падовима, узајамно пријатељство прераста у обострано поштовање. Пре смрти Бетовена Хумел га посећује у неколико прилика, са супругом Елизабет и учеником Фердинанд Хилер. Пратећи Бетовенову жељу Хумел постаје добар пријатељ са Франц Шубертом.
Године 1804, Хумел успева да уз помоћ Хајдна дође на место капелника од кнеза Естерхазија основаног Ајзенштата. Он остаје на овој позицији седам година пре него што бива отпуштен због занемаривања својих обавеза. Поред тога наступао је по Русији и Европи и оженио се оперском певачицом Елизабет Роцкел. Имали су два сина.
Хумел је касније на позицији капелника у Штутгарту и Вајмару, где је стекао блиско пријатељство са Јоханом Волфгангом Гетеом и Фридрихом Шилером, колегама из Вајмарско позоришта. Током Боравка у Вајмару, он је град увео у Европске музичке престонице позивајући најбоље музичаре да стварају музику тамо. Поред тога, Хумел је био један од првих који се бори за музичка ауторска права против интелектуалне пиратерије.

## Утицај
Док је у Немачкој, Хумел је објавио 1828  , која је продата у хиљаду копија у року од само неколико дана и довео нови начин играња прстију на пијану. Касније у 19 веку пијанистичка техника била је под утицајем Хумела, кроз његово учење Карла Церниа који је касније учио Франца Листа. Церни је прво учио код Бетовена али када је чуо за Хумела одлучио је да Бетовена замени Хумелом.

## Композиције
- 9 опера
- 5 балета
- 7 концерата за клавир и оркестар
- 8 Сонате за виолину и клавир
- Концерт за оркестар и Фагот

Укупно 125 композиција.

## Књиге
- „Школа клавира"
- „Обимна белешка о свирању клавира"